# 물긴가지이끼
물긴가지이끼(Riccia fluitans) 또는 리시아는 우산이끼목에 속하는 이끼다. 습지가 마르면 진흙에 뿌리내리고 육지에서 자라기도 한다. 수족관에서 많이 기르는데, 광합성을 보기 위해 수면에 떠서 사는 리시아를 일부러 물 밑에 가라앉혀 기르는 경우가 많다.